# Josina Z. Machel
Pour les articles homonymes, voir Machel.
Josina Ziyaya Machel, née en avril 1976 à Maputo, est une militante des droits humains originaire du Mozambique, qui figure sur la liste des 100 femmes de la BBC pour 2020.  Josina Ziyaya Machel a fondé le mouvement Kuhluka, qui vise à lutter contre les violences domestiques et à soutenir les survivants (et survivantes).

## Biographie
Née à Maputo en 1976, elle est la fille de l'ancien président mozambicain Samora Machel et de la politicienne et militante sociale mozambicaine Graça Machel, qui a épousé plus tard Nelson Mandela. Elle a été prénommée Josina en l'honneur de la première épouse de son père, Josina Muthemba, combattante mozambicaine de la lutte pour l’indépendance,morte à 25 ans. Son père, Samora Machel, est mort dans un mystérieux accident d'avion, alors qu'elle avait 10 ans. Après que sa mère et Nelson Mandela aient entamé une relation, Machel s'est installée en Afrique du Sud et, après leur mariage, est devenue la belle-fille de Nelson Mandela.
Josina Z. Machel a étudié la sociologie et les sciences politiques à l'université du Cap, puis a obtenu une maîtrise en sciences (MSc) de la London School of Economics dans la même discipline.
En octobre 2015, son partenaire de l'époque, Rofino Licuco, un homme d'affaires mozambicain, l'a agressée si gravement qu'il a fallu lui retirer un œil,. Au moment de l'agression, Machel a été menacée et intimidée par des hommes liés à Licuco, puis a reçu des appels téléphoniques menaçants de Licuco lui-même. Celui-ci est condamné en 2017. Mais, en août 2020, la Cour d'appel du Mozambique annule le verdict de culpabilité contre Licuco, par manque de témoins. 
En tant que survivante de violences conjugales, Machel a transformé son traumatisme personnel en une lutte collective, en fondant le mouvement Kuhluka, qui en txopi (l'une des langues du Mozambique) signifie Renaître. L'organisation vise à contester la violence sexiste en Afrique du Sud et à fournir des espaces sûrs aux survivants de violences conjugales dans ce pays.
Elle est également cofondatrice de la compagnie d'assurance Protect Her-Life, qui fournit une aide d'urgence aux femmes, grâce à ses formules d'assurance et de soins de santé d'urgence. Elle a également travaillé pour l'ABC Atlas Mara au Mozambique et d'autres organisations internationales, notamment l'Emerald Group et le Zizile Institute for Child Development.